# 상상병 환자

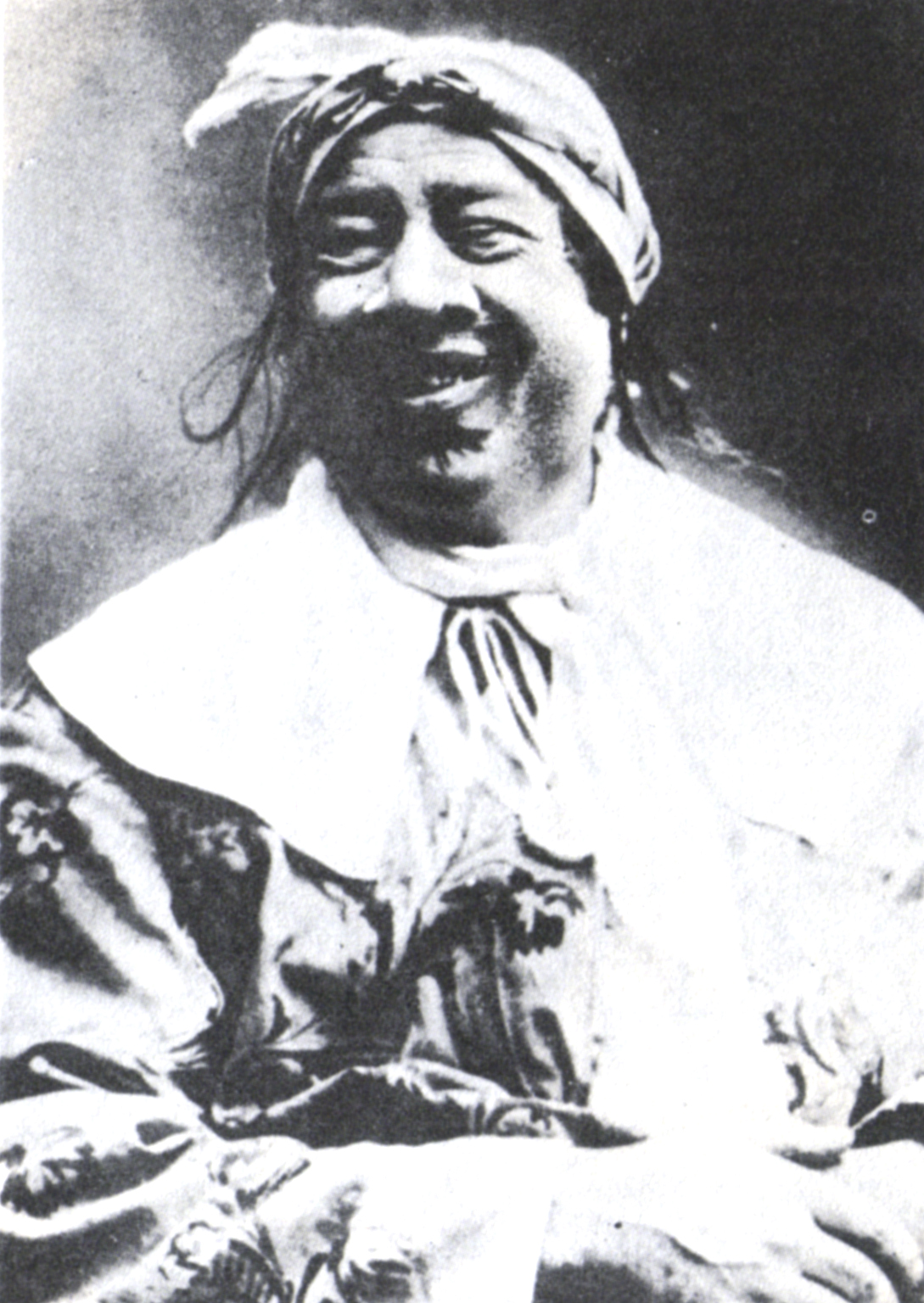

상상병 환자(프랑스어: Le Malade imaginaire 르 말라드 디마지네르[*])는 몰리에르가 지은 3막의 희곡으로, 그의 마지막 작품이다. 이 작품은 1673년에 초연되었다. 몰리에르는 연극이 상연되는 동안 4번이나 쓰러졌으며, 그 후 곧 사망하였다. 원 희곡은 춤 장면과 마르크앙투안 샤르팡티에가 작곡한 음악 간주곡이 포함된다.

## 등장인물
- 아르강 - 상상병 환자, 구두쇠
- 벨린 - 아르강의 두 번째 부인, 안젤리크의 계모
- 안젤리크 - 아르강의 장녀
- 루이종 - 아르강의 둘째딸, 벨린의 딸
- 베랄드 - 아르강의 남동생
- 클레앙트 - 안젤리크의 연인
- 뜨와네뜨 - 하녀
- Berald - 아르강의 남동생
- 무슈 Diaforious - 저명한 파리의 의사
- Thomas Diaforious - 그의 아들, 예비 의사
- Mr. 푸르공- 아르강의 주치의
- Mr. 푸르공의 조수
- 집시 무용단

## 연극의 대요
이 희곡은 구두쇠 아르강이 실제로 아픈데가 없지만, 자신이 아프다고 상상하는 건강 염려증 환자이다. 그는 의무적으로 그의 주치의가 주어진 어떠한 처방을 철썩같이 고수한다. 사실 그의 주치의는 아르강의 염려증을 최대한으로 이용해 돈을 긁어낸다. 아르강은 자신의 딸 안젤리크가 이미 Cleante와 사랑에 빠졌음에도 불구하고, 한 의사랑 결혼해서, 무료 의사 처방을 얻길 원한다.
아르강의 남동생 Berald은 아르강의 하녀인 토네트와 함께 아르강이 의사들에게 병적인 집착하려는 것을 치유하려고 시도한다. 그들은 누가 진실로 그에게 충실하며 애정을 가지고 있는지 알기 위해 아르강에게 그가 죽은 것처럼 연극하자며 설득한다. 그 결과 아르강의 두 번째 부인은 오로지 그의 돈을 노린 것이 밝혀지고, 반면 안젤리크는 진심으로 아버지를 사랑한다는 것이 드러난다. 죽은 것으로 보인 아르강이 다시 부활한 후, 안젤리크는 그녀가 선택하는 누구라도 결혼할 자유가 허락된다.

## 줄거리

### 1막
그는 그의 장녀를 의사와 결혼시키려고 한다.
그의 하녀는 그를 비웃으면서 그를 짐승에 비유한다.

### 2막
그의 두번째 아내이자, 그의 장녀의 계모가 도착한다.
그녀는 그녀의 남편을 격려하면서 그를 위해 의사를 찾아주겠다고 말한다.

### 3막
그는 장녀와 2번째 부인을 시험하고자 죽음으로 페이크친다.
그의 장녀는 결국 자신이 원하는 결혼을 하였다.
그는 의사가 되는 의식을 치른다.
그의 하녀는 결혼식에 초대받은 손님으로 와서
그들의 결혼을 축하해준다.